# Javier Villa

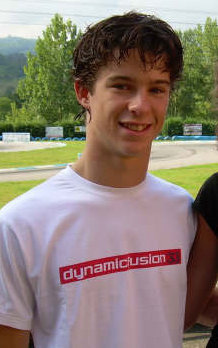
Javier Villa

Javier Villa García (1987. október 5. –) spanyol autóversenyző.

## Pályafutása

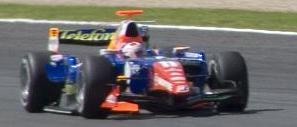
Villa 2008-ban a GP2 sorozat egy futamán

2004-ben és 2005-ben hazája Formula–3-as bajnokságában versenyzett.
2006-ban debütált a GP2 szériában. Első évében nem szerzett pontot. A 2007-es szezonban három futamon is első lett, és további két alkalommal állt dobogón. Végül a pontverseny nyolcadik helyén zárt. A 2008-as és a 2009-es szezonban nem ért el jelentősebb sikereket a sorozat futamain.
Részt vett a GP2 Asia több futamán is. Ebben a sorozatban három dobogós helyezést jegyez.

## Eredményei

### Teljes GP2-es eredménylistája
(Táblázat értelmezése)

(Félkövér: pole-pozícióból indult; dőlt: leggyorsabb kört futott) 

| Év   | Csapat             | 1          | 2          | 3          | 4          | 5          | 6          | 7          | 8          | 9          | 10         | 11         | 12         | 13         | 14         | 15         | 16         | 17         | 18         | 19         | 20         | 21         | Helyezés | Pont |
| ---- | ------------------ | ---------- | ---------- | ---------- | ---------- | ---------- | ---------- | ---------- | ---------- | ---------- | ---------- | ---------- | ---------- | ---------- | ---------- | ---------- | ---------- | ---------- | ---------- | ---------- | ---------- | ---------- | -------- | ---- |
| 2006 | Racing Engineering | VAL FEA 18 | VAL SPR 9  | SMR FEA 13 | SMR SPR 18 | EUR FEA 9  | EUR SPR 20 | ESP FEA 14 | ESP SPR 15 | MON FEA Ki | GBR FEA 14 | GBR SPR 13 | FRA FEA 17 | FRA SPR 16 | GER FEA 11 | GER SPR 13 | HUN FEA Ki | HUN SPR 15 | TUR FEA 15 | TUR SPR 16 | ITA FEA 9  | ITA SPR Ki | 26.      | 0    |
| 2007 | Racing Engineering | BHR FEA Ki | BHR SPR 10 | ESP FEA 8  | ESP SPR 2  | MON FEA Ki | FRA FEA 7  | FRA SPR 1  | GBR FEA 13 | GBR SPR Ki | GER FEA 8  | GER SPR 1  | HUN FEA 8  | HUN SPR 1  | TUR FEA 12 | TUR SPR Ki | ITA FEA 6  | ITA SPR Ki | BEL FEA 4  | BEL SPR 15 | VAL FEA 8  | VAL SPR 2  | 5.       | 42   |
| 2008 | Racing Engineering | ESP FEA 14 | ESP SPR 6  | TUR FEA 7  | TUR SPR 15 | MON FEA 14 | MON SPR 13 | FRA FEA 14 | FRA SPR 10 | GBR FEA 13 | GBR SPR Ki | GER FEA 10 | GER SPR 5  | HUN FEA 13 | HUN SPR 6  | EUR FEA Ki | EUR SPR 5  | BEL FEA 17 | BEL SPR 8  | ITA FEA Ki | ITA SPR EX |            | 17.      | 8    |
| 2009 | Super Nova Racing  | ESP FEA 10 | ESP SPR Ki | MON FEA 10 | MON SPR 8  | TUR FEA 7  | TUR SPR 2  | GBR FEA Ki | GBR SPR 15 | GER FEA 5  | GER SPR 6  | HUN FEA 3  | HUN SPR 5  | VAL FEA 18 | VAL SPR 9  | BEL FEA 13 | BEL SPR 10 | ITA FEA 7  | ITA SPR 10 | POR FEA 13 | POR SPR 2  |            | 10.      | 27   |

### Teljes GP2 Asia eredménylistája
(Táblázat értelmezése)

(Félkövér: pole-pozícióból indult; dőlt: leggyorsabb kört futott) 

| Év      | Csapat              | 1         | 2         | 3          | 4           | 5          | 6          | 7          | 8          | 9          | 10         | 11          | 12          | Helyezés | Pont |
| ------- | ------------------- | --------- | --------- | ---------- | ----------- | ---------- | ---------- | ---------- | ---------- | ---------- | ---------- | ----------- | ----------- | -------- | ---- |
| 2008–09 | Super Nova Racing   | CHN FEA 4 | CHN SPR 3 | DUB FEA 9  | DUB SPR C   | BHR1 FEA 9 | BHR1 SPR 5 | QAT FEA 13 | QAT SPR 10 | MYS FEA 19 | MYS SPR 18 | BHR2 FEA 15 | BHR2 SPR 12 | 10.      | 12   |
| 2009–10 | Arden International | ABU1 FEA  | ABU1 SPR  | ABU2 FEA 4 | ABU2 SPR 11 | BHR1 FEA 3 | BHR1 SPR 3 | BHR2 FEA 7 | BHR2 SPR 6 |            |            |             |             | 4.       | 19   |

## Külső hivatkozások
- Hivatalos honlapja
- Profilja a driverdatabse.com honlapon